# Слон с солонкой
«Слон с солонкой» (англ. Elephant with salt cellar) — солонка в виде слона, принадлежавшая королеве Португалии Екатерине Австрийской (1507—1578). Этот столовый прибор был изготовлен в Индии в XV в.; его обрамление выполнил ювелир Франсиско Лопез примерно в 1550 году. Хранится в Кунсткамере в Музее истории искусств, Вена (инвент. номер УК 2320).
Слон из горного хрусталя лежит вытянувшись, будто отдыхает от тяжелой ноши. Животное, однако, была первоначально изготовлено в Индии без корзины и в таком виде попало в руки королевы Португалии Екатерине Австрийской. У Екатерины был большой опыт коллекционирования экзотических предметов роскоши из Азии, к которым она имела легкий доступ после португальской экспансии в Индию. По ее заказу лиссабонский ювелир Франсиско Лопез оборудовал слона насадкой, созданной в более ранний период и похожей на корзину, которая могла служить солонкой.
Екатерина Австрийская передала предмет своей невестке Хуане (1535—1573), однако как он потом попал в Вену, неизвестно. Вероятно, император Рудольф II (1552—1612) приобрел его для своей кунсткамеры в Праге. Впервые упоминается в описании венской казны в 1750 году.